# سيلين سياما
سيلين سياما (بالفرنسية: Céline Sciamma) (و. 1978  م) هي مخرجة أفلام، وكاتبة سيناريو فرنسية.

## وصلات خارجية
- سيلين سياما على موقع IMDb (الإنجليزية)
- سيلين سياما على موقع مونزينجر (الألمانية)
- سيلين سياما على موقع قاعدة بيانات الأفلام العربية
- سيلين سياما على موقع ألو سيني (الفرنسية)
- سيلين سياما على موقع ميوزك برينز (الإنجليزية)
- سيلين سياما على موقع أول موفي (الإنجليزية)
- سيلين سياما على موقع قاعدة بيانات الأفلام السويدية (السويدية)
- سيلين سياما على موقع قاعدة بيانات الفيلم (الإنجليزية)
- سيلين سياما على موقع كينوبويسك (الروسية)